# Quantensprung (Band)
Quantensprung ist eine Band, die Anfang 2002 in Nürnberg von Erdal Cec, Ralf Gebhardt, Ceylan Aytugan und Volker Otto gegründet wurde.

## Geschichte
Nach einem Jahr im Übungsraum entstand das erste Live-Repertoire der Band und die musikalische Basis für das erste Album Bakshish feat. Döner, das sie im März 2004 veröffentlicht haben. Der darauf befindliche „Döner-Song“ brachte die Band über ihre Region hinaus ins Gespräch. Die kulturelle Fusion innerhalb der Band prägt unverkennbar und einmalig ihre Musik, „Orient Okzident Crossover“.
In den ersten Anfangsjahren spielte die Band über 100 Live-Konzerte (u. a. beim Karneval der Kulturen in Berlin, Tollwood Sommerfestival in München, Bardentreffen in Nürnberg) vor mehr als 75.000 Menschen. Im Jahr 2005 war Quantensprung Vorgruppe der Grand-Prix-Siegerin Sertab Erener aus der Türkei in der Meistersingerhalle Nürnberg. Das Live-Repertoire der Band von bis zu vier Stunden Spielzeit umfasst englische Blues-, Rock- und Soul-Songs, Orient-Rock aus der Türkei sowie eigene Stücke in deutscher Sprache.
Ende 2006 wurde Quantensprung durch die Vorjury des Weltmusik-Wettbewerbs „Creole – Preis für Weltmusik aus Bayern 2007“ unter die besten 16 Bands aus Bayern gewählt.
Für ihre musikalische Arbeit und den damit verbundenen Beitrag zum Dialog der Kulturen wurde Quantensprung 2004 mit dem „Interkulturellen Preis des Ausländerbeirats der Stadt Nürnberg“ ausgezeichnet.

## Diskografie
- 2004: Bakshish feat. Döner (Album)
- 2004: Döner macht das Leben schöner (Maxi-Single)
- 2009: Ich habe genug (Album)